# Папа Анастасије IV
Папа Анастасије IV (лат. Anastasius IV; је био 168. папа од 16. јула 1153. до 3. децембра 1154.